# Georges Allamand
Georges Marie Allamand, noto anche come Giorgio Allamand (Sixt-Fer-à-Cheval, 7 settembre 1788 – 5 gennaio 1855), è stato un politico francese, deputato del Regno di Sardegna.

## Biografia
Nel 1831 fu nominato intendente ad Aosta. Nel 1848 divenne deputato per il collegio elettorale di Taninges nella I legislatura del Regno di Sardegna.
In seguito fu primo ufficiale nel Ministero dei lavori pubblici. Il 23 aprile 1849 fu nominato consigliere di Stato ordinario, per la sezione dell'interno.
Fu collocato a riposo il 18 luglio 1852.